# Robert Gascoyne-Cecil (1830-1903)
Robert Arthur Talbot Gascoyne-Cecil (Hatfield, 3 februari 1830 - Hatfield, 22 augustus 1903), 3e markies van Salisbury, genoemd Lord Robert Cecil voor 1865, en van juni 1865 tot april 1868 burggraaf Cranborne,  was een Brits conservatief politicus en eerste minister van het Verenigd Koninkrijk op het einde van de 19e eeuw. 

## Levensloop

### Jeugd
Hij was de vijfde van zes kinderen en de derde zoon van James Brownlow William Gascoyne-Cecil, 2e markies van Salisbury, en Frances Mary Gascoyne. De tweede zoon van het gezin stierf echter op tweejarige leeftijd.
Gascoyne-Cecil kreeg thuisonderwijs, waarna hij van 1840 tot 1845 aan het Eton College studeerde. Omdat hij constant gepest werd, kreeg hij vanaf 1845 weer thuisonderwijs. Daarna studeerde hij van 1847 tot 1850 aan de Christ Church van de Universiteit van Oxford. Van juli 1851 tot mei 1853 reisde hij door Zuid-Afrika, Australië en Nieuw-Zeeland.

### Begin van zijn politieke loopbaan

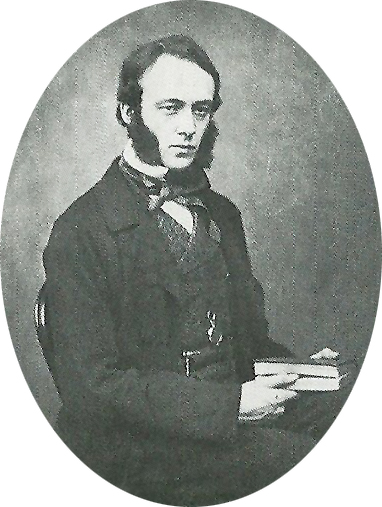
Salisbury als jong parlementslid, 1857.

Na zijn terugkeer naar Engeland werd hij in 1853 voor de Conservative Party verkozen in het House of Commons en gaf er in april 1854 zijn eerste toespraak. Op 11 juli 1857 huwde Gascoyne-Cecil met Georgina Alberson, de dochter van een rechter. De vader van Georgina was echter tegen het huwelijk en bij zijn dood enkele maanden voor het huwelijk kreeg zijn schoonzoon niets als erfenis. 
Hierdoor was Gascoyne-Cecil verplicht om als journalist te werken om genoeg geld te verdienen voor zijn familie. Hij schreef artikels in de kranten Bentley's Review en de Quarterly Review. In april 1850 werd hij ook advocaat bij Lincoln's Inn, maar het zou tot 1865 duren voor hij een zekere financiële situatie had. Toen overleed zijn oudste broer zonder nakomelingen en erfde hij diens titel "burggraaf Cranborne". Ook werd hij daardoor de enige erfgenaam van zijn ouders. Na de dood van zijn vader erfde hij in april 1868 de landgoederen van de familie en kwam hij als 3e markies van Salisbury in de adelstand terecht.

### Ministerschappen
In juli 1866 werd hij benoemd tot minister van India in de regering van Lord Derby. In maart 1867 verliet hij echter de regering omdat hij ontevreden was met de uitbreiding van het stemrecht die de minister van Financiën Benjamin Disraeli wilde invoeren. In maart 1868 verzette hij zich in het House of Commons tegen het voorstel van William Ewart Gladstone om de Anglicaanse Church of Ireland in het katholieke Ierland af te schaffen. Dit zou zijn laatste toespraak  in het House of Commons zijn, want een maand later verhuisde hij naar het House of Lords, waar leden van de Britse adel automatisch in terecht kwamen. Hij bleef er zetelen tot aan zijn dood 35 jaar later.
Toen de conservatieven de verkiezingen van 1874 wonnen, werd Benjamin Disraeli de nieuwe premier van Groot-Brittannië en Salisbury werd in diens regering minister van India. De relatie tussen de twee was niet altijd even gemakkelijk, maar Salisbury werd in december 1876 door Disraeli naar de Conferentie van Constantinopel gestuurd, waar de grootmachten moesten onderhandelen over wat er met Bulgarije moest gebeuren na een bloedig neergeslagen opstand tegen het Ottomaanse Rijk. Hoewel er op deze conferentie geen oplossing werd gevonden, maakte Salisbury een goede indruk op de vertegenwoordigers van de andere Europese grootmachten (Ottomaanse Rijk, Rusland, Duitsland, Oostenrijk-Hongarije, Frankrijk en Italië). 
In april 1878 werd Salisbury benoemd tot minister van Buitenlandse Zaken en hij besloot in deze functie samen met de andere Europese grootmachten de Vrede van San Stefano van Rusland en het Ottomaanse Rijk niet te aanvaarden. Onder leiding van de Duitse rijkskanselier Otto von Bismarck kwamen de Europese grootmachten, Rusland en het Ottomaanse Rijk samen om de Vrede van Berlijn te sluiten, een meer gematigde versie van de vrede van San Stefano. Salisbury en Disraeli, die Groot-Brittannië hadden vertegenwoordigd, vonden dat ze voor hun land een eervolle vrede hadden behaald en dat er heel wat problemen in de Balkan vermeden werden. Voor zijn inspanningen werd Salisbury in 1878 toegelaten tot de Orde van de Kousenband.
In 1880 belandden de conservatieven opnieuw in de oppositie. Na de dood van Disraeli werd Salisbury in 1881 de nieuwe partijvoorzitter van de Conservative Party en hij  organiseerde vanuit het House of Lords de oppositie. In oktober 1883 publiceerde hij  een anoniem artikel in de Quarterly Review waarin hij opriep om op te passen voor de gevaren van radicalisme toen in het parlement gediscussieerd werd over een nieuwe kieshervorming.

### Premierschappen

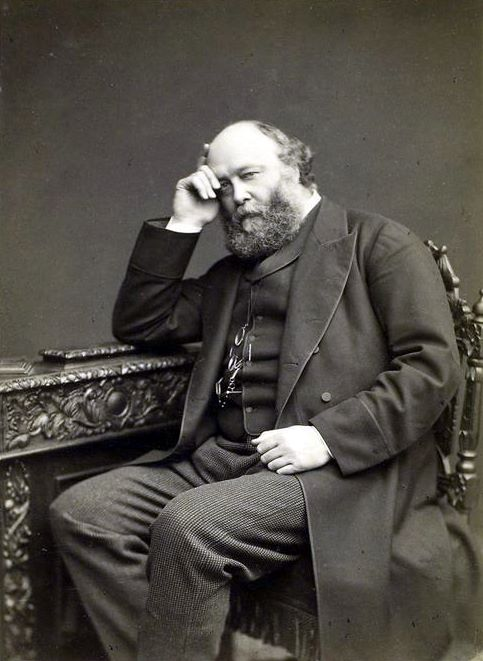
Salisbury in 1886. Tussen 1885 en 1902 was hij driemaal premier van het Verenigd Koninkrijk

In juni 1885 viel de regering-Gladstone nadat de begroting door het parlement werd verworpen, waarna Salisbury de opdracht om een conservatieve regering te vormen en op 23 juni 1885 werd hij de nieuwe premier. Hij besloot dit te combineren met het ministerschap van Buitenlandse Zaken.
In december 1885 werden verkiezingen uitgeschreven, waarbij geen enkele partij de meerderheid haalde. De conservatieven haalden samen met de Ierse nationalisten precies evenveel zetels als de liberalen. Kort na die verkiezingen kwam de regering op 28 januari 1886 ten val door een motie van wantrouwen. Vervolgens werd Gladstone opnieuw premier.
In juli 1886 viel de regering-Gladstone opnieuw. Zijn voorstel om Ierland zelfbestuur te geven werd in het parlement afgekeurd door verdeeldheid binnen de Liberal Party. De Liberale Unionisten onder leiding van Joseph Chamberlain, die tegen Iers zelfbestuur waren, splitsten zich van de partij af. Vervolgens werd Salisbury opnieuw premier van een regering van conservatieven gesteund door de liberale unionisten. Zijn minister van Financiën werd de onvoorspelbare Randolph Churchill, vader van de latere premier Winston Churchill. Na conflicten met Salisbury nam deze in december 1886 ontslag. 
Salisbury had ook de gewoonte om enkele familieleden machtsposities te geven. Zo was zijn neef Arthur Balfour in zijn tweede regering hoofdsecretaris van Ierland. Tevens was Salisbury van 1887 tot 1892 opnieuw minister van Buitenlandse Zaken.
In 1888 was hij verantwoordelijk voor de "Local Government Act", waarbij departementsraden werden opgericht die verantwoordelijk werden voor de lokale administraties. In 1889 gaf Salisbury als minister van Buitenlandse Zaken de toestemming aan de British South Africa Company om Rhodesië toe te voegen aan de Britse kolonie Zuid-Afrika. Als minister van Buitenlandse Zaken was hij ook vaak betrokken bij koloniale kwesties, die eind 19e eeuw heel wat moeilijkheden tussen de Europese grootmachten veroorzaakten.
Zo sloot hij in 1890 een verdrag met het Duitse Rijk waarbij een aantal gebiedsconflicten in Oost-Afrika werden opgelost en in 1891 een verdrag met Portugal waarbij Groot-Brittannië meer rechten kreeg in Oost-Afrika. In 1898 behaalde hij een diplomatieke overwinning na het Fashoda-incident tussen Groot-Brittannië en Frankrijk en in 1899-1902 zorgde hij ervoor dat Groot-Brittannië door het winnen van de Tweede Boerenoorlog de volledige macht kreeg over Zuid-Afrika. 
In 1891 diende de regering-Salisbury de Education Act in, die voor gratis basisonderwijs zorgde. Bij de verkiezingen van 1892 wonnen de liberalen echter, waarna Gladstone in augustus 1892 zijn vierde regering vormde. In 1894 nam die wegens zijn hoge leeftijd ontslag en werd de leiding van de regering overgenomen door Lord Rosebery.
Toen de regering-Rosebery in 1895 een vertrouwensstemming verloor over de kostenraming van het leger, vormden de conservatieven en de liberale unionisten in juni 1895 een nieuwe regering. Salisbury werd opnieuw premier en minister van Buitenlandse Zaken.
Onder de derde regering van Salisbury werd in 1897 een compensatiewet voor arbeiders ingevoerd en in 1898 een Local Government Act in Ierland. In 1900 hervormde hij zijn regering, waarbij Salisbury voltijds premier werd en stopte als minister van Buitenlandse Zaken.
In juli 1902 nam Salisbury wegens gezondheidsproblemen ontslag als premier en werd opgevolgd door zijn neef Arthur Balfour. In augustus 1903 overleed hij op 73-jarige leeftijd.